# خاوی مارتینز (بازیکن فوتبال زاده ۱۹۸۹)
خاوی مارتینز (انگلیسی: Javi Martínez؛ زادهٔ ۵ سپتامبر ۱۹۸۹) بازیکن فوتبال اهل اسپانیا است.
از باشگاه‌هایی که در آن بازی کرده‌است می‌توان به باشگاه فوتبال راسینگ سانتاندر اشاره کرد.